# Dana Velďáková
Dana Velďáková (ur. 3 czerwca 1981 w Rożniawie) – słowacka lekkoatletka specjalizująca się w trójskoku.
Międzynarodową karierę rozpoczynała w 1998 zdobywając brązowy medal światowych igrzysk młodzieży oraz zajmując szóste miejsce w mistrzostwach świata juniorów. Rok później była ósma na europejskim czempionacie juniorów, a w 2000 zdobyła brąz kolejnej edycji mistrzostw globu juniorów. Dwa razy startowała w młodzieżowych mistrzostwach Europy (Amsterdam 2001 i Bydgoszcz 2003) zajmując miejsca w czołowej „piątce” tej imprezy. W 2005 roku zadebiutowała na mistrzostwach świata, a w 2006 na halowych mistrzostwach globu jednak w obu występach nie wywalczyła awansu do finału. Zdobyła srebrny medal na uniwersjadzie w Bangkoku, a później zajęła 12. miejsce w kolejnej edycji światowego czempionatu (2007). Nie zaliczyła żadnej mierzonej próby na igrzyskach olimpijskich w 2008 roku w Pekinie. Podczas halowych mistrzostw Starego Kontynentu w Turynie (2009) zajęła trzecie miejsce i zdobyła brązowy medal. W tym samym roku uplasowała się na 8. miejscu mistrzostw świata, a w 2010 była szósta na halowym czempionacie globu oraz siódma na mistrzostwach Europy. W 2011 zdobyła drugi w karierze brązowy medal halowych mistrzostw Europy. W 2012 roku zajęła 8. miejsce podczas mistrzostw Europy w Helsinkach. Złota medalistka (w drużynie) igrzysk europejskich (2015) – była druga w trójskoku oraz pierwsza razem ze sztafetą 4 × 100 metrów. Wielokrotna mistrzyni i rekordzistka kraju.
Okazjonalnie występuje także w skoku w dal – w tej konkurencji zajęła m.in. czwartą lokatę na mistrzostwach świata juniorów w 2000 roku ustanawiając wówczas wynikiem 6,35 rekord kraju juniorów.
Rekordy życiowe w trójskoku: stadion – 14,51 (11 maja 2008, Pawia) / 14,59w (29 lipca 2010, Barcelona; hala – 14,40 (8 marca 2009, Turyn). Oba rezultaty Velďákovej są aktualnymi rekordami Słowacji.
Jej siostra bliźniaczka Jana Velďáková także uprawia lekkoatletykę.

## Osiągnięcia
| Rok  | Impreza                                | Miejsce          | Pozycja           | Wynik |
| ---- | -------------------------------------- | ---------------- | ----------------- | ----- |
| 1998 | Światowe igrzyska młodzieży            | Moskwa           | 3. miejsce        | 13,05 |
| 1998 | Mistrzostwa świata juniorów            | Annecy           | 6. miejsce        | 13,12 |
| 1999 | Mistrzostwa Europy juniorów            | Ryga             | 8. miejsce        | 13,08 |
| 2000 | Mistrzostwa świata juniorów            | Santiago         | 3. miejsce        | 13,92 |
| 2001 | Młodzieżowe mistrzostwa Europy         | Amsterdam        | 5. miejsce        | 13,50 |
| 2002 | Halowe mistrzostwa Europy              | Wiedeń           | el. – 12. miejsce | 13,45 |
| 2002 | I liga pucharu Europy                  | Bańska Bystrzyca | 3. miejsce        | 13,74 |
| 2003 | I liga pucharu Europy                  | Velenje          | 3. miejsce        | 13,60 |
| 2003 | Młodzieżowe mistrzostwa Europy         | Bydgoszcz        | 4. miejsce        | 14,02 |
| 2003 | Uniwersjada                            | Daegu            | 5. miejsce        | 13,92 |
| 2004 | II liga pucharu Europy                 | Nowy Sad         | 1. miejsce        | 13,38 |
| 2005 | Halowe mistrzostwa Europy              | Madryt           | el. – 13. miejsce | 13,69 |
| 2005 | II liga pucharu Europy                 | Tallinn          | 1. miejsce        | 13,86 |
| 2005 | Mistrzostwa świata                     | Helsinki         | el. – 17. miejsce | 13,84 |
| 2006 | Halowe mistrzostwa świata              | Moskwa           | 8. miejsce        | 13,76 |
| 2006 | II liga pucharu Europy                 | Bańska Bystrzyca | 1. miejsce        | 13,64 |
| 2006 | Mistrzostwa Europy                     | Göteborg         | el. – 24. miejsce | 11,44 |
| 2007 | Halowe mistrzostwa Europy              | Birmingham       | 6. miejsce        | 14,13 |
| 2007 | I liga pucharu Europy                  | Vaasa            | 2. miejsce        | 13,82 |
| 2007 | Uniwersjada                            | Bangkok          | 2. miejsce        | 14,41 |
| 2007 | Mistrzostwa świata                     | Osaka            | 12. miejsce       | 14,09 |
| 2007 | Światowy finał lekkoatletyczny IAAF    | Stuttgart        | 8. miejsce        | 13,81 |
| 2008 | II liga pucharu Europy                 | Bańska Bystrzyca | 1. miejsce        | 14,16 |
| 2008 | Igrzyska olimpijskie                   | Pekin            | –                 | NM    |
| 2008 | Światowy finał lekkoatletyczny IAAF    | Stuttgart        | 7. miejsce        | 13,89 |
| 2009 | Halowe mistrzostwa Europy              | Turyn            | 3. miejsce        | 14,40 |
| 2009 | II liga drużynowych mistrzostw Europy  | Bańska Bystrzyca | 1. miejsce        | 14,17 |
| 2009 | Mistrzostwa świata                     | Berlin           | 8. miejsce        | 14,25 |
| 2009 | Światowy finał lekkoatletyczny IAAF    | Saloniki         | 5. miejsce        | 14,38 |
| 2010 | Halowe mistrzostwa świata              | Doha             | 6. miejsce        | 14,18 |
| 2010 | II liga drużynowych mistrzostw Europy  | Belgrad          | 1. miejsce        | 14,33 |
| 2010 | Mistrzostwa Europy                     | Barcelona        | 7. miejsce        | 14,16 |
| 2011 | Halowe mistrzostwa Europy              | Paryż            | 3. miejsce        | 14,39 |
| 2011 | II liga drużynowych mistrzostw Europy  | Nowy Sad         | 1. miejsce        | 13,89 |
| 2011 | Mistrzostwa świata                     | Daegu            | 11. miejsce       | 13,96 |
| 2012 | Halowe mistrzostwa świata              | Stambuł          | 8. miejsce        | 13,97 |
| 2012 | Mistrzostwa Europy                     | Helsinki         | 5. miejsce        | 14,24 |
| 2012 | Igrzyska olimpijskie                   | Londyn           | 12. miejsce       | 11,92 |
| 2013 | Halowe mistrzostwa Europy              | Göteborg         | el. – 10. miejsce | 13,82 |
| 2013 | Mistrzostwa świata                     | Moskwa           | 11. miejsce       | 13,84 |
| 2014 | Halowe mistrzostwa świata              | Sopot            | 8. miejsce        | 13,75 |
| 2014 | Mistrzostwa Europy                     | Zurych           | 6. miejsce        | 13,87 |
| 2015 | Halowe mistrzostwa Europy              | Praga            | el. – 10. miejsce | 13,89 |
| 2015 | III liga drużynowych mistrzostw Europy | Baku             | 2. miejsce        | 13,95 |
| 2015 | Mistrzostwa świata                     | Pekin            | el. – 15. miejsce | 13,76 |
| 2016 | Mistrzostwa Europy                     | Amsterdam        | 11. miejsce       | 13,74 |
| 2016 | Igrzyska olimpijskie                   | Rio de Janeiro   | el. – 17. miejsce | 13,98 |
| 2017 | Halowe mistrzostwa Europy              | Belgrad          | el. – 12. miejsce | 13,72 |